# Paedophryne
Paedophryne es un género de anfibios anuros muy pequeños de la familia Microhylidae endémicos Nueva Guinea y las islas de Entrecasteaux.

## Lista de especies
Se reconocen las siguientes siete especies:
- Paedophryne amauensis[2] Rittmeyer, Allison, Gründler, Thompson & Austin, 2012
- Paedophryne dekot[3] Kraus, 2011
- Paedophryne kathismaphlox Kraus, 2010
- Paedophryne oyatabu Kraus, 2010
- Paedophryne swiftorum[2] Rittmeyer, Allison, Gründler, Thompson & Austin, 2012
- Paedophryne titan Kraus, 2015
- Paedophryne verrucosa[3] Kraus, 2011

## Publicación original
- Kraus, F. 2011. New genus of diminutive microhylid frogs from Papua New Guinea. Zookeys, vol.48, p.39-59, doi:10.3897/zookeys.48.446. (texto íntegro (enlace roto disponible en Internet Archive; véase el historial, la primera versión y la última).).